# Reis e Ratos
Reis e Ratos é um filme brasileiro do gênero comédia. Dirigido por Mauro Lima e estrelando Selton Mello, Rodrigo Santoro e Cauã Reymond. O filme foi lançado nos cinemas em 17 de Fevereiro de 2012.

## Sinopse
Em 1963, no estado do Rio de Janeiro. Amélia Castanho (Rafaella Mandelli) é uma cantora de boate escolhida para a tarefa da efeméride anual, estava no momento no coreto na praça principal de Bacaxá, era a abertura da gincana de primavera da pequena cidade. Quando de repente o coreto é destruído por uma misteriosa bomba jogada. Mais alguns minutos antes serviu para salvar a Amélia que estava com um rádio ligado e escuta uma bizarra transmissão: o locutor, em transe, revela o plano que pretendia vitimá-la pela explosão onde ela deveria estar… mas não estava.
Alguns dias depois Amélia descobre que o enigmático locutor Hervé (Cauã Reymond) foi o responsável por sua salvação. Mas o mediúnico funcionário da rádio não fazia ideia de que estaria atrapalhando os planos de desestabilizar o Brasil, arquitetados por Troy Sommerset (Selton Mello), agente da CIA no Brasil possui uma loja de sapatos em Copacabana como atividade de fachada, e o Major Esdras (Otávio Muller), auxiliados pelo meliante Ronny Rato (Rodrigo Santoro). E tudo isso acontecendo nos dias que antecedem o Golpe Militar de 1964.

## Elenco
- Selton Mello como Troy Somerset
- Rafaela Mandelli como Amélia Castanho
- Cauã Reymond como Hervé Gianini
- Rodrigo Santoro como Roni Rato
- Seu Jorge como Américo Vilarinho
- Paula Burlamaqui como Eleonora Novaes
- Otávio Müller como Major Esdras
- Daniel Alvim como Paulo Barracuda

## Produção
Em 24 de março de 2009, iniciou as filmagens do longa-metragem com um orçamento estimado de R$ 2 milhões, a pré-produção do filme durou três semanas e as filmagens apenas 17 dias, ocorrendo de 24 de março a 9 de abril de 2009. Toda a produção do filme de Mauro Lima foi a mesma usada no filme O Bem Amado de 2010, que teve apenas uma semana de descanso entre os dois filmes. Com algumas exceções de técnicos, o elenco e a equipe artística do longa aceitaram iniciar os trabalhos sem receber qualquer salário. O elenco e a equipe apenas foram pagos após a finalização da filmagens de recursos pelos produtores.
Em uma viagem de avião Selton Mello encontra Cauã Reymond, Selton convida-o para interagir com o elenco no filme Reis e Ratos, e depois de conversar novamente a equipe e Cauã se acertam e ele iniciou as gravações em 24 de março de 2009.
Em uma entrevista, Selton Mello disse que logo quando surgiu a ideia do longa "veio duas coisas na cabela dele" uma segundo ele foi fazer interpretação baseada nas interpretações americanas dos anos 1950. Selton também disse que deu umas modificações nessas interpretações que foi baseadas nos filmes americanos antigos, fazendo sua interpretação, interagindo com o elenco como se tivesse dublado.